# I’m the One (песня Static-X)
«I’m the One» (в переводе с англ. — «Я один») — первый сингл индастриал-метал группы Static-X из их альбома Start a War, который был выпущен 14 июня 2005 года..

## Клип
Видеоклип для песни «I’m the One» был снят режиссёром П. Р. Брауном. В клипе, со специальными эффектами, изображается группа, исполняющая песню в комнате. Эффект разбитого зеркала делит видео на составные части. Так же на бонус диске X-Rated который шёл к альбому Start a War есть видео репетиции этой песни.

## Список композиций
| №  | Название      | Длительность |
| -- | ------------- | ------------ |
| 1. | «I’m the One» | 2:36         |

## Чарты
| Чарт(2005)                              | Позиция |
| --------------------------------------- | ------- |
| US Billboard Hot Mainstream Rock Tracks | 20      |